# マルイ (新潟県)
株式会社マルイは新潟県見附市に本社を置き、新潟県中越地方・県央地域を中心に展開しているスーパーマーケットである。
ファッションビルのOIOI、北海道の百貨店丸井今井、岡山県のCGC加盟店マルイとは関係ない。

## 要項
新潟県中越地方・下越地方・佐渡地方で、「マルイ」、「アトレ」などを展開している。見附市の他、長岡市、三条市、柏崎市、燕市、新潟市、佐渡市などに店舗を展開している。CGCグループ(シジシージャパン)に加盟している。
2021年時点での店舗数は県内27店で、売上高は県内に本社を置くスーパーマーケット企業の中では原信、ウオロク、オーシャンシステムに次いで4位。2021年には同じCGCグループに加盟しているウオロクとの業務資本提携が結ばれた。
2018年夏には移動スーパー「とくし丸」の運行を佐渡市内で開始し、その後は県内各地に拡大し2021年時点では県内で30台以上が稼働している（移動スーパーとしては県内シェア約8割を占める）。移動スーパー事業の売上は全体の約2.5 %を占める。

## 展開している店舗の形態
- マルイ

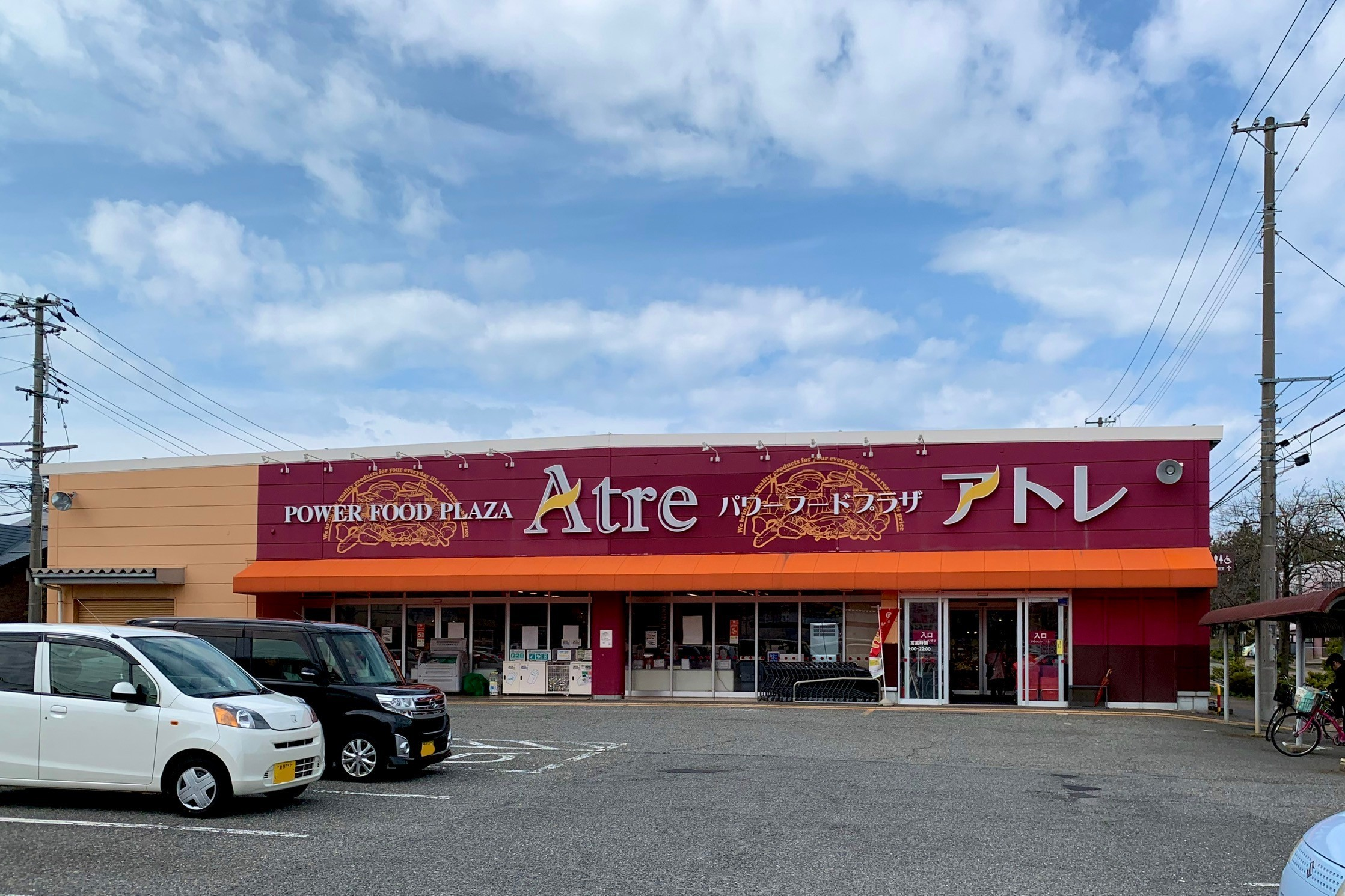
アトレ花かいどう店（新潟市東区）

- アトレ(柏崎市の柏崎店、新潟市の花かいどう店、燕市の燕店の3箇所)

以下は、マルイまたは、アトレの店舗に併設されている。
- ファッションマルイ
- ハロードラッグ(薬局)
- 酒広場(酒売り場が単独の形態で販売している。)
- ザ・ダイソー(100円ショップ・大創産業)

## 沿革
- 1966年9月：資本金200万円で有限会社マルイを創業する
- 1971年10月：西蒲原郡 分水町（現燕市）に分水店を開設
- 1974年
  - 3月：セルコグループに加盟する
  - 10月：資本金を800万円に増資
  - 12月：西蒲原郡 吉田町 (新潟県)に吉田店を開設
- 1976年11月：有限会社から株式会社化、株式会社マルイに組織変更
- 1977年10月：見附市に見附店と今町国道店を開設
- 1978年6月：CGCグループ(シジシージャパン)に加盟する
- 1981年10月：巻店を開設
- 1983年10月：見附店を改装
- 1984年4月：吉田店を移転する
- 1987年7月：本部を移転する
- 1988年6月：燕小池店を開設
- 1989年
  - 7月：分水店を移転する
  - 11月：社内にPOSシステム導入
- 1990年
  - 8月：セルコグループから離脱する
  - 10月：三島郡 寺泊町（当時）に寺泊店を開設する
  - 11月：三島郡 与板町（当時）に与板店を開設
- 1993年9月：プラザ店を開設
- 1994年10月：見附店を移転する
- 1995年3月：CIを導入
- 1996年
  - 3月：新組店を開設
  - 11月：南蒲原郡 中之島町（当時）に中之島店を開設
- 1997年7月：物流加工拠点としてマルイセンターを開設
  - 11月：三条市に三条月岡店を開設する
- 1998年5月：会員カードとして｢マルイグリーンカード｣を導入
  - 11月：柏崎市に柏崎松波店を開設
- 2000年
  - 4月：栃尾市（当時）に栃尾店を開設
  - 11月：柏崎市に柏崎田尻店を開設
- 2001年
  - 7月：本部を再移転する
  - 12月：燕中央店、横山店を開設
- 2005年
  - 4月：本成寺店を開設
  - 11月：物流センターを移転、規模を拡大する
- 2007年4月：長岡市に学校町店を開設
- 2008年10月：大崎店、塚野目店を開設
- 2009年7月：新潟市中央区に女池店を開設
- 2010年7月：小千谷市に東小千谷店を開設
- 2013年
  - 5月：佐渡市に佐渡店を開設
  - 6月：寺尾台店を開設
- 2020年4月24日：長岡市の複合型商業施設｢Dia Plaza｣の地下階に長岡駅前店を開設、イトーヨーカドー丸大長岡店の後継テナントとなる[4]。
- 2024年12月8日：新潟市西区に小針店を開店[5]